# Margarida Marinho
Margarida Pinto Marinho da Silva Saglio (Lisboa, 27 de Janeiro de 1963) é uma atriz e escritora portuguesa. Participou em inúmeros filmes, peças de teatro, series e novelas. Colaborou em inúmeros jornais com crónicas e contos. Em 2017 lançou o seu primeiro romance infante-juvenil (Tattoo - De Noite um Cavalo Branco, Editora Leya) e, em 2022,  lançou o seu segundo romance infante-juvenil: A Magia Das Boas Palavras, pela Editora Bertrand.

## Carreira
Iniciou a sua formação e atividade no teatro universitário, sob a direção de Paulo Filipe Monteiro, no grupo Íbis. Fez o curso Formação de Atores no Instituto de Ficção, Investigação e Criação Teatral, onde foi dirigida por Adolfo Gutkin, estreando-se na peça Eclipse do Sol (1982). Posteriormente foi dirigida por Giorgio Barberio Corsetti, Maria Germana Tânger, Mário Feliciano, Norberto Barroca, João Grosso e Alberto Lopes, Diogo Infante, José Wallenstein, Jorge Lavelli, João Perry, Luís Miguel Cintra, Luís Assis, João Canijo, António Feio, Solveig Nordlund, Jorge Silva Melo, entre outros. Destaca as recentes participações em E no Intervalo Faz-se Qualquer Coisa (encenação de José Wallenstein) Luz de Inverno, de David Hare (encenação de João Lourenço) e Frei Luís de Sousa, de Almeida Garrett, encenação de José Wallenstein. 
Tem dito poesia em vários recitais, como Abril.25, poemas de vários autores e Os Poetas (que dirigiu com música de Rodrigo Leão e Gabriel Gomes).
No cinema trabalhou com os realizadores Teresa Villaverde (A Idade Maior), Luís Álvarães, João Botelho (No Dia Dos Meus Anos), Pedro M. Ruivo, Fernando Lopes (O Fio do Horizonte), Joaquim Leitão, Christopher Frank, Marian Handwerker, Edgar Pêra (Manual de Evasão – LX94), Raoul Ruiz, Margarida Cardoso, Marco Martins, Solveig Nordlund, Leonel Vieira, entre outros.
Aparece com regularidade nos ecrãs televisivos, participando em várias séries e telefilmes (destacando Fuga, de Luís Filipe Costa; As Contas do Morto, de Rita Nunes; Os Cavaleiros de Água Doce, de Tiago Guedes) e estrangeiros (onde destaca Quand J’ Etais P’tit, de Danniel Janneu).
A atriz tem um filho, Manuel Marinho da Silva Canijo, nascido em 1994, fruto da sua relação com o realizador João Canijo.
Em 1998 participou num vídeo institucional comemorativo dos 50 anos da Declaração Universal dos Direitos Humanos, juntamente com a atriz Lurdes Norberto.
Foi nomeada ao Globo de Ouro de Melhor Atriz em 2003 pelo filme Aparelho Voador a Baixa Altitude.
Em 2008, durante as gravações da novela A Outra, a atriz descobriu que estava grávida do seu agora ex-marido, o arquiteto Ricardo Zúquete, o qual tinha já um filho, Afonso, do seu primeiro casamento. Margarida deu à luz uma menina, Carlota Marinho da Silva Zúquete, no dia 15 de Dezembro de 2008, na Maternidade Alfredo da Costa, em Lisboa. O casal separou-se em Março de 2010 e divorciou-se em 2012.
Em 2009, ganhou o troféu de televisão da TV7 dias na qualidade de melhor atriz principal (Helena, Meu Amor).
Em 2010, a novela "Meu Amor", onde a Margarida era uma das protagonistas, foi nomeada e vencedora dos Emmy's Internacionais da categoria de melhor telenovela. 
Em 2011, participação em Remédio Santo, como personagem principal. 
Em 2012 é uma das protagonistas da peça Cenas da Vida Conjugal juntamente com Adriano Luz e Paula Mora, no Teatro D. Maria II. No mesmo ano, participou no filme "Teia de Gelo", de Nicolau Breyner, tendo sido o primeiro filme português rodado em duas línguas (português e inglês).
A 8 de Outubro de 2012, a novela Remédio Santo, na qual foi protagonista, é nomeada para o Emmy Internacional para melhor telenovela.
Em 2013, participou na novela Mundo ao Contrário na qualidade de protagonista. Ainda no mesmo ano, participou no filme "Beatriz - Entre a Dor e o Nada". 
Em 2014, participou na novela "O Beijo do Escorpião", onde fez parte do elenco principal, tendo as gravações começado em Novembro de 2013.
Em 2015 mudou-se para a SIC para protagonizar a novela Poderosas.

## Televisão
| Ano         | Projeto                         | Papel                            | Notas                      | TV   |
| ----------- | ------------------------------- | -------------------------------- | -------------------------- | ---- |
| 1987        | Cobardias                       |                                  |                            | RTP1 |
| 1992        | Requiem Para um Narciso         | Cláudia                          | Telefilme                  | RTP1 |
| 1994        | Sozinhos em Casa                | Sónia                            | Atriz Convidada            | RTP1 |
| 1995        | Cluedo                          | Rosa Pavão                       | Elenco Principal           | TVI  |
| 1996        | Docas                           | Várias Personagens               |                            | TVI  |
| 1996        | Os Imparáveis                   | Glória                           | Pequena Participação       | RTP1 |
| 1996        | Meu Querido Avô                 | Maria do Carmo                   | Atriz Convidada            | RTP1 |
| 1997        | A Grande Aposta                 | Ana Maria Cardoso Ramos          | Protagonista               | RTP1 |
| 1997        | Riscos                          | Vera                             | Série                      | RTP1 |
| 1997        | Herman Enciclopédia             | várias personagens               | Série                      | RTP1 |
| 1997        | Ballet Rose                     | Ricardina                        | Série                      | RTP1 |
| 1997        | Solteiros                       | Atriz Convidada                  | Série                      | RTP1 |
| 1998        | As Lições do Tonecas            | Arlete Santos                    | Atriz Convidada            | RTP1 |
| 1998 - 1999 | Diário de Maria                 | Fernanda Palma de Carvalho       | Série                      | RTP1 |
| 1999        | Docas 2                         | Vários papéis                    | Participação em 1 episódio | RTP1 |
| 1999        | Macau, as Duas Faces de Cláudia | Filomena                         | Elenco Principal           | RTP2 |
| 1999        | Jornalistas                     | Leonor Guimarães                 | Pequena Participação       | SIC  |
| 1999 - 2000 | Todo o Tempo do Mundo           | Benedita Maia                    | Elenco Principal           | TVI  |
| 2001        | Segredo de Justiça              |                                  | Pequena Participação       | RTP1 |
| 2001        | Querida Mãe                     | Lurdes                           | Elenco Principal           | SIC  |
| 2001        | Mais Tarde                      | Teresa                           | Protagonista               | SIC  |
| 2001        | Cavaleiros de Água Doce         | Cristina                         | Elenco Principal           | SIC  |
| 2003        | Coração Malandro                | Mercedes Pacheco                 | Protagonista               | TVI  |
| 2005 - 2006 | Dei-te Quase Tudo               | Isabel Capelo                    | Protagonista               | TVI  |
| 2006        | Bocage                          | Condessa                         | Série                      | RTP1 |
| 2007        | Nome de Código: Sintra          | Teresa Silveira                  | Elenco Principal           | RTP1 |
| 2007        | Vingança                        | Marta Cerveira                   | Pequena Participação       | SIC  |
| 2008        | A Outra                         | Teresa Pimenta                   | Protagonista               | TVI  |
| 2009 - 2010 | Meu Amor                        | Helena Vargas Mota               | Protagonista               | TVI  |
| 2011 - 2012 | Remédio Santo                   | Violante Coelho/ Monforte Borges | Protagonista               | TVI  |
| 2013        | Mundo ao Contrário              | Constança Malta                  | Protagonista               | TVI  |
| 2014        | O Beijo do Escorpião            | Rosalinda Almeida Castelo        | Elenco Principal           | TVI  |
| 2015 - 2016 | Poderosas                       | Marina Nogueira                  | Co-Protagonista            | SIC  |
| 2017        | Vidago Palace                   | Benvinda de Fátima               | Elenco Principal           | RTP1 |
| 2017        | País Irmão                      | Manuela Azevedo                  | Protagonista               | RTP1 |
| 2019        | Sul                             | Rosário                          | Coadjuvante                | RTP1 |
| 2020        | A Generala                      | Jacinta Sampaio Alves            | Elenco Principal (OPTO)    | SIC  |
| 2021        | Cuba Libre                      | Nita Silva Pais                  | Elenco Principal           | RTP1 |
| 2022        | Crimes Submersos                | Amália                           | Elenco Principal           | RTP1 |
| 2023        | Lúcia, a Guardiã do Segredo     | Madre Rosário Albuquerque        | Elenco Principal (OPTO)    | SIC  |

## Cinema
- Roman Holiday - longa metragem americana (1987) (figuração)
- Il giovane Toscanini - longa metragem de Franco Zefirelli (1988) (figuração)
- A Idade Maior, de Teresa Villaverde (1991)
- No Dia dos Meus Anos, de João Botelho (1991)
- Medo, de Luís Alvarães (1991)
- A Força do Atrito, de Pedro M. Ruivo (1992)
- O Fio do Horizonte, de Fernando Lopes (1993)
- Uma Vida Normal, de Joaquim Leitão (1993)
- Fado Majeur et Mineur, de Raoul Ruiz (1994)
- Manual de Evasão, de Edgar Pêra (1994)
- Fugueses, de Nadine Trintignant (1995)
- Dois Dragões, de Margarida Cardoso (1996)
- Quand j'etais petit - longa metragem francesa (1996)
- No Caminho para a Escola, de Marco Martins (1997)
- Fuga, de Luís Filipe Costa (1998)
- Cavaleiros de Água Doce - telefilme SIC (2000)
- Mais Tarde - telefilme SIC (2001)
- Querida Mãe - telefilme SIC (2001)
- Aparelho Voador a Baixa Altitude  (2002)
- A Filha, de Solveig Nordlund (2002)
- Les jumeaux oubliés - telefilme francês (2003)
- Um Tiro No Escuro, de Leonel Vieira (2004)
- 4 Copas, realizado por Manuel Mozos (2007)
- A Teia de Gelo, de Nicolau Breyner (2011)
- Beatriz: Entre a Dor e o Nada, de Alberto Graça (2014)
- Axilas, realizado por José Fonseca e Costa (2015)

## Vida pessoal
Margarida Marinho tem um filho, Manuel Canijo (nascido em 1994) fruto da sua relação com o realizador João Canijo. É ainda mãe de Carlota (nascida em 2008 (17 anos)) fruto da relação com o arquiteto Ricardo Zúquete. Em 2017 casou-se com Laurent Saglio, analista financeiro, com quem mantém uma relação desde 2015. A cerimónia privada ocorreu em Paris.